# Каирский международный стадион
Каирский международный стадион (араб. ستاد القاهرة الدولي‎) — египетский стадион, расположенный в городе Каире. Вместимость составляет 75 тысяч человек, что соответствует международным требованиям ФИФА и Олимпийских игр. Является вторым по вместимости (уступает стадиону «Борг-эль-Араб») в стране.

## История
Стадион был заложен в 1956 году, его строительство шло до 1960 года. Он был торжественно открыт 23 июля 1960 года президентом Египта Гамалем Абделем Насером в 8-ю годовщину Июльской революции. В 2005 году был реконструирован перед Кубком Африки 2006, который национальная сборная Египта выиграла. Ремонт был близким к капитальному, включал в себя: замену полностью бегового покрытия (тартан) на новое, синее; установка более 70 000 индивидуальных сидений на отремонтированных трибунах; ремонт — отделка и расширение выезда на поле; ремонт светильных мачт. Примечательно, что вплоть до 2005-го на трибунах были длинные скамьи, поэтому при плотной толпе на трибунах стадион мог вместить больше 100 тысяч болельщиков.
Рекорд посещаемости стадиона был поставлен на дерби «Замашек»—«Аль-Ахли» (110—120 тысяч человек). Стадион служил главным стадионов Всеафриканских игр 1991.

## Расположение
Стадион расположен примерно в 10 км Каирского аэропорта и в 10 км от Каира.

## Обзор
Стадион  является своеобразным символом египетского футбола. Здесь проходят все самые важные матчи Египта, а история стадиона крайне богата на зрелищные и запоминающиеся моменты. 